# القليعة (أهل سيدي لحسن)
القليعة هو دُوَّار يقع بجماعة أهل سيدي لحسن، إقليم صفرو، جهة فاس مكناس في المملكة المغربية. ينتمي الدوّار لمشيخة أهل سيدي لحسن التي تضم 10 دواوير. يقدر عدد سكانه بـ 418 نسمة حسب الإحصاء الرسمي للسكان والسكنى لسنة 2004.

## روابط خارجية
- البوابة الوطنية للجماعات الترابية
- المندوبية السامية للتخطيط